# Ферис (Тексас)
Ферис (енгл. Ferris) град је у америчкој савезној држави Тексас. По попису становништва из 2010. у њему је живело 2.436 становника.

## Демографија
Према попису становништва из 2010. у граду је живело 2.436 становника, што је 261 (12,0%) становника више него 2000. године.
| Група             | 2000.         | 2010.         |
| Белци             | 1.074 (49,4%) | 1.040 (42,7%) |
| Афроамериканци    | 487 (22,4%)   | 450 (18,5%)   |
| Азијати           | 10 (0,5%)     | 5 (0,2%)      |
| Хиспаноамериканци | 599 (27,5%)   | 936 (38,4%)   |
| Укупно            | 2.175         | 2.436         |